# Żygałowo
Żygałowo (ros. Жигалово) – osiedle typu miejskiego w azjatyckiej części Rosji, w obwodzie irkuckim.
Leży na Płaskowyżu Leńsko-Angarskim nad Leną; ok. 270 km na północ od Irkucka; 6 tys. mieszkańców (1989). Przemysł spożywczy, stocznia i przystań rzeczna.
Założone w 1936 r.